# Xerophrynus
Xerophrynus is een geslacht van de zweepspinnen (Amblypygi), familie Phrynichidae. Het geslacht bestaat uit één nog levende soort.

## Soorten
- Xerophrynus machadoi - (Fage, 1951)